# Uri Golman
Uri Golman (født 1974) er en dansk naturfotograf og forfatter, som hovedsagelig beskæftiger sig med arktisk fotografering. 
Golman blev i 2009 tildelt medlemskab af sammenslutningen International League of Conservation Phographers, som har flere af verdens bedste og mest eksklusive fotografer tilknyttet.
Uri er medlem af Eventyrernes klub

## Bibliograf (2009)
Uri Golman har siden 2007 publiceret to bøger om Grønland og de arktiske områder samt en enkel om Indiens natur:
- Greenland Images of Arctic Nature – Grønland – Billeder af Arktisk Natur
- Arctic Light, 2009
- Tiger Spirit, 2010

## Ekstern henvisning
- Golman hjemmeside (engelsk) Arkiveret 24. juni 2010 hos  Wayback Machine
- Pressemeddelelse i forbindelse med optagelse i International League of Conservation Phographers Arkiveret 15. marts 2016 hos  Wayback Machine